# All Got Our Runnins
Albums de The Streets
Original Pirate Material
(2002) A Grand Don't Come for Free
(2004)
All Got Our Runnins est le premier EP de The Streets alias Mike Skinner. En suivant le gros succès commercial et des critiques du premier album Original Pirate Material, All Got Our Runnins ne sort que sur des plateformes numériques comme iTunes ou Napster.

## Track listing
1. "Streets Score" (Instrumental) - 3:46
2. "Give Me My Lighter Back" - 3:19
3. "All Got Our Runnins" - 4:22
4. "Let's Push Things Forward" (with Roll Deep) - 3:21
5. "Don't Mug Yourself" (Mr. Figit Remix) - 2:44
6. "Weak Become Heroes" (Ashley Beedle's Love Bug Vocal) - 8:14
7. "Has It Come to This?" (High Contrast "It Has Come to This" Remix) - 5:57
8. "Streets Score" - 3:34